# Episodi di Gotham (terza stagione)
La terza stagione della serie televisiva Gotham, composta da 22 episodi, è stata trasmessa negli Stati Uniti su Fox dal 19 settembre 2016 al 5 giugno 2017. I primi 14 episodi della stagione hanno come sottotitolo Mad City ("Città folle"), mentre gli ultimi 8 Heroes Rise ("L'ascesa degli eroi"). Questi sottotitoli non sono riportati nella versione polacca.
Per questa stagione Benedict Samuel e Maggie Geha faranno parte del cast principale, mentre Michael Chiklis lascia la serie. Al termine della stagione Benedict Samuel esce dal cast principale della serie. John Doman e Jada Pinkett Smith ricompaiono come guest. Quest'ultima a fine stagione lascia definitivamente la serie.
Gli antagonisti principali della stagione sono la Corte dei Gufi, Nathaniel Barnes, Jerome Valeska, Jervis Tetch, Leslie Thompkins, e Ra's al Ghul.
In Italia, la stagione è stata trasmessa dal 15 febbraio al 12 luglio 2017, sul canale Premium Action della piattaforma a pagamento Mediaset Premium. In chiaro è stata trasmessa su Italia 2 dal 4 maggio 2018 nel day-time. Dal 1º aprile 2018 la stagione è disponibile sul servizio streaming a pagamento Netflix
| n° | Titolo originale                                | Titolo italiano          | Prima TV USA      | Prima TV Italia  |
| -- | ----------------------------------------------- | ------------------------ | ----------------- | ---------------- |
| 1  | Mad City: Better to Reign in Hell...            | Il cacciatore di taglie  | 19 settembre 2016 | 15 febbraio 2017 |
| 2  | Mad City: Burn the Witch                        | Un nuovo inizio          | 26 settembre 2016 | 22 febbraio 2017 |
| 3  | Mad City: Look Into My Eyes                     | Guardami negli occhi!    | 3 ottobre 2016    | 1º marzo 2017    |
| 4  | Mad City: New Day Rising                        | Il sindaco di Gotham     | 10 ottobre 2016   | 8 marzo 2017     |
| 5  | Mad City: Anything for You                      | Qualunque cosa per te    | 17 ottobre 2016   | 15 marzo 2017    |
| 6  | Mad City: Follow the White Rabbit               | Il gioco delle coppie    | 24 ottobre 2016   | 22 marzo 2017    |
| 7  | Mad City: Red Queen                             | La Regina Rossa          | 31 ottobre 2016   | 29 marzo 2017    |
| 8  | Mad City: Blood Rush                            | Il giustiziere           | 7 novembre 2016   | 5 aprile 2017    |
| 9  | Mad City: The Executioner                       | Io sono la legge!        | 14 novembre 2016  | 12 aprile 2017   |
| 10 | Mad City: Time Bomb                             | Bomba a tempo            | 21 novembre 2016  | 19 aprile 2017   |
| 11 | Mad City: Beware the Green-Eyed Monster         | Ossessione               | 28 novembre 2016  | 26 aprile 2017   |
| 12 | Mad City: Ghosts                                | Fantasmi                 | 16 gennaio 2017   | 3 maggio 2017    |
| 13 | Mad City: Smile Like You Mean It                | La notte del risveglio   | 23 gennaio 2017   | 10 maggio 2017   |
| 14 | Mad City: The Gentle Art of Making Enemies      | L'ultimo circo           | 30 gennaio 2017   | 17 maggio 2017   |
| 15 | Heroes Rise: How the Riddler Got His Name       | L'Enigmista              | 24 aprile 2017    | 24 maggio 2017   |
| 16 | Heroes Rise: These Delicate and Dark Obsessions | La Corte dei Gufi        | 1º maggio 2017    | 31 maggio 2017   |
| 17 | Heroes Rise: The Primal Riddle                  | Il Re degli Enigmi       | 8 maggio 2017     | 7 giugno 2017    |
| 18 | Heroes Rise: Light the Wick                     | Il ritorno dei cattivi   | 15 maggio 2017    | 14 giugno 2017   |
| 19 | Heroes Rise: All Will Be Judged                 | Tutti saranno giudicati! | 22 maggio 2017    | 21 giugno 2017   |
| 20 | Heroes Rise: Pretty Hate Machine                | Il giorno del giudizio   | 29 maggio 2017    | 28 giugno 2017   |
| 21 | Heroes Rise: Destiny Calling                    | La testa del Demone      | 5 giugno 2017     | 5 luglio 2017    |
| 22 | Heroes Rise: Heavydirtysoul                     | Il cavaliere oscuro      | 5 giugno 2017     | 12 luglio 2017   |

## Il cacciatore di taglie
- Titolo originale: Mad City: Better to Reign in Hell
- Diretto da: Danny Cannon
- Scritto da: John Stephens

### Trama
Sei mesi dopo gli ultimi avvenimenti, Gordon è diventato un cacciatore di taglie depresso e alcolizzato (in seguito alla scoperta che Leslie si è fidanzata con un altro uomo) il quale si occupa di recuperare i mostri fuggiti da Indian Hill. Oswald mette una taglia su Fish, poi va a trovare Edward ad Arkham, con il quale ha stretto un sincero rapporto di amicizia, per confidargli i suoi reali timori riguardo alla donna. Il misterioso doppelganger di Bruce, intanto, si aggira smarrito per Gotham e scopre l'identità di Bruce da Ivy, che lo scambia per il ragazzo. Gordon, con l'aiuto della giornalista Valerie Vale, rintraccia l'ex assistente di Strange, Peabody, scagionata dalle accuse dopo aver testimoniato contro l'ex capo. Gordon tenta di sfruttarla per raggiungere Fish, ma il piano fallisce e la donna viene rapita dalla banda di mostri di Mooney; dopo ciò, Bullock e Barnes chiedono a Gordon di stare fuori dagli affari del GCPD. Mooney interroga Peabody per raggiungere Strange, nella speranza che possa guarirla in quanto, ogni volta che usa il suo potere, sembra indebolirsi, poi fa uccidere Peabody da Marv, un metaumano che la invecchia a morte toccandola. Ivy viene scoperta dal gruppo, in quanto cercava Selina (essendo un membro della banda) e, scappando, cade in un condotto fognario dopo essere stata toccata momentaneamente da Marv. Nel frattempo, Barbara e Tabitha aprono un loro locale, "The Sirens" e rifiutano la protezione di Oswald, con il quale restano comunque alleate. Butch, nel tentativo di convincere Tabitha per poter anche riavvicinarsi a lei, ingaggia un gruppo di criminali, ma le donne si difendono bene e Cobblepot lo rimprovera, spronandolo a farsi passare l'innamoramento per Tabitha. Bruce, intanto, con l'ausilio di Alfred, minaccia il Consiglio di Amministrazione della Wayne Enterprises di avere intenzione di denunciare la presunta Corte che si cela dietro la corruzione della Wayne Enterprises, a meno che non venga contattato da loro. Quella sera un misterioso individuo inviato dalla Corte si introduce a villa Wayne, stende Alfred e rapisce Bruce.
- Guest stars: Jada Pinkett Smith (Fish Mooney), Richard Kind (Aubrey James), Clare Foley (Ivy Pepper bambina), Tonya Pinkins (Ethel Peabody), James Carpinello (Mario Falcone/Calvi), Leslie Hendrix (Kathryn), Jamie Chung (Valerie Vale), Victor Pagan (Marv), Mike Cannon (Tweaker), Radu Spinghel (Metaumano), Nikolai Tsankov (Boris), Brian Cade (Crowley), Bianca Rutigliano (Nancy), Kevin Michael Murphy (Lavoratore dell'impianto), Kenny Wong (Alex), Bobby Beckles (Guardia della sicurezza), Michael Montgomery (Mostro), Michael Lorz (Sid), Stephanie Sasso (Cantante del Club "Sirens").
- Ascolti USA: 3.90 milioni[7]

## Un nuovo inizio
- Titolo originale: Mad City: Burn the Witch
- Diretto da: Danny Cannon
- Scritto da: Ken Woodruff

### Trama
Bruce viene portato dinanzi a Kathryn, un alto funzionario della Corte che gli intima di smettere di compiere le sue indagini, o le persone a lui vicine ne avrebbero pagato le conseguenze. Oswald denuncia i mostri fuggiti da Indian Hill, riuscendo a portare i cittadini dalla sua parte. Ivy si sveglia fuori città, scoprendo di essere diventata una giovane donna; viene soccorsa da un uomo che la porta a casa sua, ma poi lo aggredisce dopo aver scoperto che maltratta le sue piante. Fish cattura Bullock e usa i suoi poteri per costringerlo a condurlo da Strange, affinché la curi; raggiunto l'edificio, tiene in ostaggio il detective affinché la polizia non possa intervenire. Tuttavia, giunge sul posto anche Oswald con una folla di cittadini inferociti, che riescono a uccidere alcuni metaumani. Gordon fa un accordo con Fish affinché possa scappare con Strange, ma poi informa Cobblepot della fuga della donna. Cobblepot inizialmente vorrebbe ucciderla, ma poi resta commosso quando Mooney afferma che lui è sempre stata la sua più grande creazione, per questo motivo non l'ha ucciso la notte in cui era scappata da Indian Hill; con le lacrime agli occhi, Oswald lascia scappare lei e Strange, chiedendo loro di non tornare. Valerie fa visita a Gordon e l'incontro culmina con un bacio. Intanto, il clone di Bruce entra a villa Wayne chiedendo aiuto a lui e Alfred, mentre Leslie fa ritorno a Gotham.
- Guest stars: Jada Pinkett Smith (Fish Mooney), BD Wong (Hugo Strange), Leslie Hendrix (Kathryn/Donna in Bianco), Nicholas Calhoun (Nick), Jamie Chung (Valerie Vale), J. W. Cortes (Alvarez), Krista Braun (Giornalista), Radu Spinghel (Metaumano), Victor Pagan (Marv), Bianca Rutigliano (Nancy), Michael Lorz (Sid), Gilbert Soto (Ufficiale Sebring), Narada Campbell (Guardia al cancello del palazzo), Adam Ross Ratcliffe (Guardia di Strange)
- Ascolti USA: 3.54 milioni[8]

## Guardami negli occhi!
- Titolo originale: Mad City: Look Into My Eyes
- Diretto da: Rob Bailey
- Scritto da: Danny Cannon

### Trama
L'ipnotizzatore Jervis Tetch assume Gordon per ritrovare sua sorella Alice, una fuggitiva di Indian Hill il cui sangue contiene un virus che fa impazzire le persone. Leslie, tornata a Gotham, riottiene da Barnes il suo vecchio lavoro e ha un breve incontro con Gordon, che resta molto sofferente dalla scoperta. Oswald decide di concorrere contro Aubrey James per diventare sindaco di Gotham, affermando di voler ripulire il sistema corrotto della città. Poi, riesce a far dichiarare Edward mentalmente sano, facendolo uscire da Arkham. In cerca di Alice, Gordon incappa in una rissa e viene curato al pronto soccorso da Mario Calvi, nuovo fidanzato di Leslie. L'uomo trova successivamente Alice, e la donna riesce a scappare dimostrandosi terrorizzata dal fratello. Gordon interroga Tetch sul motivo, ma viene ipnotizzato e quasi spinto al suicidio. Alice interviene e lo salva in tempo, poi però Gordon l'ammanetta e porta al GCPD. Leslie e Mario cenano con il padre di quest'ultimo, che si rivela essere Carmine Falcone, il quale è preoccupato della possibile reazione di Gordon. Bruce e Alfred scoprono che il clone del primo si chiama 514a ("Cinque") ed è scappato da Indan Hill dopo un anno di esperimenti; dimostra anche grandi abilità nel combattimento e insensibilità al dolore. Poco dopo, Bruce sentendo arrivare Selina lo nasconde dietro la porta del soggiorno che rimanendo socchiusa fa sì che il clone ascolti la discussione tra Bruce e Selina, la quale era corsa dall'amico in quanto preoccupata per quanto successo ad Ivy. Mentre Bruce parla con lei il clone sottovoce si allena ad emulare la voce di Bruce e quando riesce a riprodurre il suono si legge nel suo volto uno sguardo soddisfatto e beffardo. Il mattino successivo, dopo essersi tagliato i capelli e rubato la macchina ad Alfred, il clone scappa da villa Wayne e va da Selina spacciandosi per Bruce.
- Guest stars: John Doman (Carmine Falcone), Richard Kind (Aubrey James), James Carpinello (Mario Falcone/Calvi), Naian Gonzalez Norvind (Alice Tetch), Jamie Chung (Valerie Vale), Jay Russell (Charles Quimby), Armen Garo (Proprietario), Sean Weil (Proprietario del bar), Olivia Cygan (Volontaria), Adam Griffith (Dottore giovane), Tara Anika Nicolas (Moglie del dottore giovane), Buzz Roddy (Giornalista), Matt Fox (Uomo ipnotizzato), Ann Marie Yoo (Donna ipnotizzata).
- Ascolti USA: 3.19 milioni[9]

## Il sindaco di Gotham
- Titolo originale: Mad City: New Day Rising
- Diretto da: Eagle Egilsson
- Scritto da: Robert Hull

### Trama
Cinque assiste Selina mentre deruba un bar, ma la ragazza viene scoperta; i proprietari cercano di tagliarle le dita, ma Cinque interviene, la libera e scappano. Accorgendosi delle cicatrici e che non prova dolore, Selina capisce che è un impostore. Tuttavia, Cinque le spiega la sua storia e i due imparano a conoscersi, baciandosi. Tetch ipnotizza i Fratelli Tweed, un gruppo di lottatori, e li usa per introdursi al GCPD e rapire Alice. Gordon e Bullock riescono successivamente a rintracciarli anche se, nel frattempo, Gordon continua a ricadere sotto lo stato ipnotico di Tetch, che lo porta quasi a suicidarsi più volte. Realizzando che tali impulsi suicidi sono dovuti ai suoi problemi con Leslie, Gordon li risolve e rompe l'ipnosi. Tetch preleva parecchio sangue infetto dalla sorella per usarlo per i suoi scopi ma successivamente, durante la colluttazione con Gordon e Bullock, Alice cade da una piattaforma e resta infilzata, mentre Tetch fugge sconvolto dalla scena. Investigando sulla scena del crimine, Barnes entra in contatto con una goccia del sangue di Alice e viene infettato. Oswald fa corrompere da Butch alcuni funzionari di Stato per assicurarsi la vittoria alle elezioni, ma Edward si fa restituire i soldi; Oswald vince comunque le elezioni e Nygma gli spiega che voleva dimostrargli che lui è amato sinceramente dalla popolazione: Oswald, successivamente, per ringraziarlo, elegge Edward come Funzionario di Stato. Gordon si riconcilia con Leslie, mentre Cinque, dopo essersi incontrato con Bruce e Alfred che l'hanno rintracciato, dice loro addio e tenta di andarsene da Gotham ma viene rapito da Kathryn per i suoi scopi.
- Guest stars: Leslie Hendrix (Kathryn), Naian Gonzalez Norvind (Alice Tetch), Adam Petchel (Dumfree Tweed), Happy Anderson (Deever Tweed), Krista Braun (Reporter), Ari Barkan (Giovane fratello Tweed), Adam DeCarlo (Ragazzo), Christian Keiber (Allibratore), Richard Waddinngham (Custode), Kevin Anton (Accolito), Matt Golden (Uomo in completo), Diego Aguirre (#1 Uomo), Leif Riddell (#2 Uomo), Craig Thomas Rivela (#3 Uomo), Mattea Conforti (Bambina).
- Ascolti USA: 3.42 milioni[10]

## Qualunque cosa per te
- Titolo originale: Mad City: Anything for You
- Diretto da: TJ Scott
- Scritto da: Denise Thé

### Trama
Oswald inizia positivamente il suo ruolo di sindaco, ma appare una nuova banda del Cappuccio Rosso che sfida apertamente la sua autorità. Oswald, così, da' la caccia ai criminali sia tramite la polizia (con Edward che controlla le indagini) sia con le bande criminali. In realtà ad aver assunto la banda è stato Butch, il quale, sentendosi trascurato da Oswald per Edward, vorrebbe riprendere il suo ruolo di braccio destro. Bruce, per fare colpo su Selina, chiede a Gordon aiuto per trovare Ivy, dietro pagamento. Gordon fa' domanda a Bullock, il quale afferma sia stato trovato il maglione della bambina e una ragazza corrispondente alla sua descrizione, ma troppo grande per essere lei. I Cappucci Rossi continuano a seminare caos per Gotham; tuttavia, Butch viene scoperto da Barbara e Tabitha come mandante dei criminali e riesce a far mantenere loro il segreto ma restando in debito. Poco dopo Oswald e Edward trovano il nascondiglio della banda e Butch, per non farsi scoprire, uccide i membri, venendo elogiato da Oswald come un eroe, anche se Edward nota delle inesattezze sulla scena del crimine. Intanto, Barnes continua a essere preoccupato per gli effetti del virus, che si mostrano lentamente su di lui. Successivamente, al The Sirens si svolge una festa per celebrare Cobblepot come sindaco; Bruce e Alfred si congratulano con lui e Bruce, dopo aver visto Selina, riesce a confessarle i suoi sentimenti e ricevere un bacio. Edward capisce che Butch è il capo dei Cappucci Rossi e, assieme a Zsasz, lo costringe a rivelarsi come tale davanti a tutti attentando alla vita di Oswald, minacciando altrimenti di far uccidere Tabitha. Edward poi lo smaschera pubblicamente, e Butch, dopo aver rinfacciato a Cobblepot come sia stato lui a ridargli il potere, si scaglia su Nygma cercando di ucciderlo, venendo salvato in tempo da Oswald. Valerie cerca di ricavare informazioni sul sangue di Tetch da un medico legale che in cambio vuole favori sessuali, ma Gordon arriva e porta via la donna. Oswald e Edward discutono su quanto accaduto e Edward afferma all'amico di fare qualunque cosa per lui, poi si abbracciano. Tabitha libera Butch mentre veniva condotto all'ospedale; Tetch uccide una giovane donna simile ad Alice e mostra le sue intenzioni di vendicarsi di Gordon. 
- Guest stars: Jamie Chung (Valerie Vale), James Andrew O'Connor (Tommy Bones), Anthony Carrigan (Victor Zsasz), JW Cortes (Alvarez), Micheal Stoyanov (Capo dei Cappuccio Rosso), Jeffrey Farber (Padre McManus), Benja K. Thomas (Suora), Amanda Whitcroft (Donna terrorizzata), Luciana Faulhaber (Anchor), Eric Elizaga (Reporter), Billy Eric (Vagabondo), Pun Bandhu (Date), Stephen Chacon (Membro Cappuccio Rosso), Victor Plajas (Scagnozzo), Jokhn Wilburn (Ufficiale GCPD).
- Ascolti USA: 3.32 milioni[11]

## Il gioco delle coppie
- Titolo originale: Mad City: Follow the White Rabbit
- Diretto da: Nathan Hope
- Scritto da: Steven Lilien & Bryan Wynbrandt

### Trama
Tetch è sempre più ossessionato dall'idea di vendicarsi di Gordon e, pertanto, lo mette davanti alla dura scelta fra salvare un bambino che sta per essere investito da un camion o una coppia appena sposata. Oswald, nel frattempo, capisce di essere innamorato di Edward, ma non trova il coraggio di confessarglielo. Tetch rapisce inoltre Valerie e Leslie, e dà a Gordon appuntamento in una centrale elettrica; giunto sul posto l'uomo scopre che il criminale ha catturato un medico e un giornalista, e spetta a lui scegliere chi salvare, ma Gordon non sapendo chi salvare decide di non partecipare al gioco folle di Tetch, così quest'ultimo li uccide entrambi con una scossa. Alla fine, giunto a casa di Leslie, scopre che Tetch lo pone sotto la difficile scelta di chi far rimanere in vita tra Leslie e Valerie e così Jim decide di far rimanere in vita Valerie, ma Tetch, ponendo a Jim questa scelta, è riuscito a capire chi lui ami veramente e allora spara a Valerie. Nel frattempo Edward prima di andare a cena con Oswald, conosce una ragazza di nome Isabella, la ragazza e molto simile alla Signorina Kringle e così Edward inizia a frequentarla.
- Guest stars: James Carpinello (Mario Falcone/Calvi), Chelsea Spack (Isabella), Happy Anderson (Deever Tweed), Jamie Chung (Valerie Vale), Kieran Mulcare (Coniglio Bianco), Adam Petchel (Dumfree Tweed), Rickie McDowell (Sposo), Liana Montoro (Sposa), Carla Duren (Insegnante), Corinne Robkin (Assistente di Nygma), James Tam (Medico), Deborah Unger (Olga), Logan Smith (Bambino ipnotizzato), Zell Steele Morrow (Third grader).
- Ascolti USA: 3.48 milioni[12]

## La Regina Rossa
- Titolo originale: Mad City: Red Queen
- Diretto da: Scott White
- Scritto da: Megan Mostyn-Brown

### Trama
Tetch si procura della "Regina Rossa", una polvere allucinogena che causa gravi effetti psicologici su chi la assorbe, portando anche alla morte. Oswald resta affranto quando scopre che Edward ha legato con Isabella, una ragazza molto simile a Kristen, invitandola anche a un appuntamento. Nel frattempo Bruce si accinge a preparare una cena per Selina. Fox spiega a Barnes che i ratti su cui era stato testato il sangue di Alice, morta per sbaglio, hanno dimostrato un comportamento maniacale, ma che per trovare una cura ci vorrebbero anni. Andando a trovare Valerie, Gordon si accorge di Tetch e, inseguendolo nei sotterranei dell'ospedale, questo gli butta addosso della Regina Rossa, facendolo cadere in uno stato incosciente, ma alla fine, dopo aver affrontato diverse allucinazioni, riesce a sopravvivere. Tornato da Valerie, i due, dopo aver discusso sul fatto che Gordon è ancora innamorato di Leslie, si lasciano. Oswald va nella biblioteca in cui lavora Isabella e le rivela del fatto che Edward era stato ad Arkham. Nel frattempo Kathryn discute su Cobblepot con un uomo misterioso, il quale ha lo stesso anello della famiglia di Gordon.
- Guest stars: James Carpinello (Mario Falcone/Calvi), Leslie Hendrix (Kathryn), Chelsea Spack (Isabella), Happy Anderson (Deever Tweed), Naian Gonzalez Norvind (Alice Tetch), Michael Park (Peter Gordon), Jamie Chung (Valerie Vale), Adam Petchel (Dumfree Tweed), Julian Gavilanes (Craig Sullivan), Alejandro Hernandez (Erborista), Lawton Denis (Frankie), Juliana Pinho (Julie), Zuleyma Guevara (Infermiera), Mohammed Ali J. (Tecnico), Donnie Kehr (Uomo).
- Ascolti USA: 3.16 milioni[13]

## Il giustiziere
- Titolo originale: Mad City: Blood Rush
- Diretto da: Rob Bailey
- Scritto da: Tze Chun

### Trama
Barnes, passando per le strade, si insospettisce verso un uomo col viso sporco di sangue che, caricando qualcosa su un furgone, si allontana. Seguendolo scopre che, in un sotterraneo, si occupa di smaltire un cadavere con dell'acido. Messo alle strette, il criminale racconta di essere un pulitore addetto allo smaltimento di corpi e di stare lavorando per qualcuno chiamato "Il Rospo", il vero assassino. Barnes ha un crollo mentale, capendo che l'uomo avrebbe avuto solo un paio d'anni di carcere, e lo uccide brutalmente. Edward comincia a essere turbato da visioni della Kringle (innescati in seguito ad aver visto Isabella con un paio di occhiali identici a quelli della prima), che lo scherniscono sul fatto che è un assassino e che, prima o poi, avrebbe ucciso anche Isabella. Mentre Gordon e Bullock indagano sull'uccisione del pulitore, Barnes si dirige ad Arkham per parlare con Tetch sul virus che l'ha colpito. Il criminale è convinto che Alice "viva dentro di lui" e gli chiede quale sua parte oscura sta portando a galla; Barnes ammette del suo forte odio per i criminali, e Jervis lo prende in giro sul fatto che presto avrebbe ceduto al suo lato oscuro, ma il capitano rifiuta di crederci. Nygma, parlando con Pinguino, si convince che per non fare del male a Isabella è meglio lasciarla, ma chiede a Cobblepot di dirglielo al posto suo. Andando in un bar, Barnes rintraccia il Rospo, e usa la sua forza per fargli confessare di aver assunto il pulitore dopo essere stato contattato dal dr. Symon, un chirurgo plastico che dà nuove identità ai criminali applicando nuove facce. Oswald va da Isabella e le racconta che Edward non lo ama più, ma la donna capisce il reale motivo, e anche che pure Pinguino è infatuato di lui; nonostante le minacce si rifiuta di lasciarlo, perché lo ama troppo. Barnes giunge sul posto dove si trova il dr. Symon, proprio mentre stava per fare un intervento a una donna legata. Nonostante il criminale si arrenda subito, il capitano fa per attaccarlo ugualmente, sentendo delle voci che ripetono "colpevole" (preannunciate da Tetch) ma si trattiene in tempo, e lo arresta. Alla festa di fidanzamento di Leslie e Mario, organizzata da Carmine Falcone, Thompkins si incontra brevemente con Barbara, la quale la schernisce sulla sua relazione con Gordon, per poi andarsene. Alla GCPD, nel frattempo, Bullock avverte Gordon e Lucius Fox che il dr. Symon è riuscito a farsi rilasciare, poiché la donna sua vittima si è rifiutata di sporgere denuncia (probabilmente perché comprata). Alla festa di fidanzamento Barnes, preso dai sensi di colpa per aver ucciso quel criminale, decide di costituirsi, ma poi, sempre alla festa, conosce Carmine, e conversando con lui non può fare a meno di rinfacciare a Falcone che per trent'anni ha gestito la criminalità organizzata a Gotham, e che il suo posto dovrebbe essere la prigione nonostante sia al di sopra della legge. Carmine afferma però che le persone come lui che parlano di legge lo fanno solo per convincere sé stesse. Il dr. Symon si dirige alla festa, e Gordon, Bullock e una squadra del GCPD si dirige nel medesimo posto con l'intenzione di arrestarlo nuovamente dato che Fox ha trovato le prove per incarcerarlo anche senza testimonianza. Mario affronta Gordon in privato e lo avverte di stare lontano da Leslie; quando Gordon gli fa notare che la gelosia è un comportamento da deboli Mario gli dà un pugno, ma il poliziotto decide di lasciargliela passare. Barnes continua a sentire delle voci che ripetono "colpevole" all'indirizzo di Symon. Seguendolo in bagno, il capitano, che ha deciso di non costituirsi più, lo attacca brutalmente, sostenendo che la legge non poteva fargli fare ciò che è giusto, perché è lui stesso "giudice, giuria e boia" cedendo definitivamente al virus di Alice, e butta Symon giù dal palazzo facendogli sfondare un muro. Edward fa visita a Isabella, la quale si è vestita come la Kringle per aiutarlo a fargli passare la paura; i due, poi, si baciano. Quando torna a casa, Nygma racconta a Cobblepot quello che è successo: Oswald manda Gabe a tagliare i freni dell'auto della donna, la quale, a un passaggio a livello, non riesce a frenare e viene investita da un treno. Dopo aver parlato con Barnes, Gordon esce dalla festa e scopre Symon il quale, prima di morire, riesce a dire il nome di Barnes come colpevole.
- Guest stars: John Doman (Carmine Falcone), James Carpinello (Mario Falcone/Calvi), Chelsea Spack (Isabella/Kristen Kringle), William Abadie (Dr. Maxwell Symon), JW Cortes (Alvarez), Alex Corrado (Gabe), Gerald Bunsen (Il Rospo), Peter Patrikios (Paulie Pennies), Hadasa Isolino (Ragazza), Frank Modica (Detective GCPD), Alex Ziwak (Thug).
- Ascolti USA: 3.52 milioni[14]

## Io sono la legge!
- Titolo originale: Mad City: The Executioner
- Diretto da: John Behring
- Scritto da: Ken Woodruff

### Trama
Mentre Barnes comincia a diventare un vigilante spietato, Gordon inizia a nutrire sospetti su di lui, svelandoli solo a Bullock, il quale però non è molto convinto. Edward viene convocato al GCPD dove scopre della morte di Isabella, considerata un incidente, dovuto forse all'addormentarsi al volante. Nel frattempo Ivy sfrutta il suo fascino e un profumo tramortente estratto da una pianta per derubare un antiquario di una preziosa collana; scoperta, riesce a fuggire e si nasconde da Selina, rivelandole la sua vera identità. La ragazza, sorpresa, chiama Bruce ma, mentre i tre stanno parlando, vengono aggrediti da un gruppo di uomini sulle tracce di Ivy, riuscendo però a scappare. Bruce e Selina capiscono che sono stati mandati dall'antiquario, così il ragazzo compra la collana a Ivy e la convince a restituire il gioiello. Barnes si dirige con Gordon a un vecchio edificio per interrogare un criminale mafioso, Sugar, sospettato dell'omicidio di Symon; l'uomo si dichiara innocente, ma Barnes lo uccide ugualmente, per poi tenere Gordon sotto tiro, infatti aveva intuito che il poliziotto sospettasse di lui sull'uccisione del dottore. Il capitano offre a Jim la possibilità di unirsi a lui nel ripulire la città in questo modo, ma Gordon rifiuta, per poi fuggire. Barnes sguinzaglia il dipartimento sulle sue tracce, dicendo loro che Jim ha assassinato Sugar e di sparargli a vista se non si arrende subito. Bullock viene però informato della verità dallo stesso Gordon e, a sua volta, la racconta a Leslie, per farsi aiutare ad arrestare Barnes. Nygma si accorge che, in realtà, la morte di Isabella è stata orchestrata da qualcuno di abbastanza ricco da pagare i poliziotti della GCPD per spacciarlo come incidente. Nel frattempo Barnes riesce a bloccare Gordon, ma in quel momento arriva la polizia, giunta ad arrestare il capitano, poiché Leslie ha dato loro un suo falso esame del sangue che mostra che è infetto del virus di Alice Tetch. L'uomo non si arrende, ma, dopo uno scontro, Gordon riesce a ferirlo; Barnes viene così arrestato e portato ad Arkham. Bruce, Ivy e Selina si dirigono dall'antiquario per restituirgli la collana rubata, ma lo trovano assassinato. Selina, in un moto di rabbia, lancia il gioiello a terra, rompendolo e svelando che in realtà è una chiave. Bruce decide perciò, per sicurezza, di ospitare le ragazze nella sua villa. Edward racconta a Oswald quello che ha scoperto sulla morte di Isabella, giungendo alla conclusione che il colpevole è Butch, il quale voleva vendicarsi di lui: Oswald promette di aiutarlo a vendicarsi. Nel frattempo, i sicari inviati contro Ivy continuano a setacciare il covo di Selina, scoprendo un ritaglio di giornale sulla morte dei Wayne e capendo il coinvolgimento di Bruce.
- Guest stars: Costa Ronin (Luka Volk), Chelsea Spack (Isabella), Jeremy Crutchley (Anton), JW Cortes (Alvarez), Wade Mylius (Zucchero), Brian Richardson (Senzatetto cieco), Graham Stevens (Pittore), Flora Diaz (Poliziotta), Christopher Halladay (Guardiano), Justin Colon (Derelict Wino), Frank Modica (Detective GCPD).
- Ascolti USA: 3.63 milioni[15]

## Bomba a tempo
- Titolo originale: Mad City: Time Bomb
- Diretto da: Hanelle Culpepper
- Scritto da: Robert Hull

### Trama
Qualcuno attenta alla vita di Mario e Leslie; Carmine, furioso, è convinto che sia uno dei suoi vecchi nemici e, quando Gordon si oppone al suo voler farsi giustizia da solo, gli da' un giorno per scoprire il colpevole. Barbara si mette a cercare Tabitha e Butch, convinta che dietro ci sia Oswald; in realtà i due sono stati rapiti da Edward, che tortura Butch con l'elettroshock, convinto che sia stato lui a uccidere Isabella. Gordon e Bullock trovano morto l'attentatore di Calvi e Leslie, ucciso sicuramente dalla stessa persona che l'aveva assunto, e scoprono che l'obiettivo non era Carmine, ma Mario. Barbara convince la cameriera di Cobblepot a farsi dire alcune cose che la spingono a sospettare su Edward. Nel frattempo Bruce, Alfred e Selina scoprono che la chiave rubata ha sopra un simbolo di un gufo. Subito dopo ricevono una chiamata dalle persone sulle loro tracce, i quali hanno rapito Ivy, e chiedono l'oggetto come riscatto. Andando sul posto dove dovevano incontrarsi, il loro capo, Luka Volk, spiega loro che, al contrario di come credevano, non sono membri della Corte (che in realtà si chiama Corte dei gufi) che minaccia Bruce, ma cercano di fermarli, in quanto li avevano traditi in passato, e che quella chiave permetteva di accedere a un dispositivo in grado di distruggerla; Bruce propone allora di allearsi, e Luka accetta. Mario si dirige a una gioielleria per comprare le fedi nuziali sue e di Leslie, nonostante gli fosse stato chiesto di rimanere al GCPD per protezione, ma viene raggiunto da Gordon, che lo salva in tempo da alcuni attentatori. Edward si dimostra intenzionato a tagliare una mano a Tabitha con una mini ghigliottina elettrica; la donna potrebbe fermare la lama premendo un pulsante, che però fulminerebbe a morte Butch. Quest'ultimo le confessa che quelle settimane con lei sono state le più felici della sua vita, non importa cosa sarebbe accaduto, a lui bastava amarla. Inizialmente dubbiosa, Tabitha si lascia tagliare la mano, ma prima Edward, grazie ad alcune parole di Gilzean, capisce che lui non c'entra davvero con la morte di Isabella. In quel momento Barbara arriva, e lui si allontana. Carmine cava un dente a uno degli attentatori di Mario, scoprendoci sopra il simbolo della Corte dei Gufi. Al contempo, Volk e suo fratello vengono aggrediti da Talon che li uccide brutalmente e ruba loro la chiave. Barbara e Butch portano Tabitha in ospedale; la prima capisce che Pinguino è il vero responsabile della morte di Isabella (avendo scoperto precedentemente della sua infatuazione per Edward) e progetta con Butch l'idea di far iniziare una guerra per riprendersi il potere. Falcone si incontra con Kathryn, responsabile degli attacchi, infatti è sempre stato al suo servizio (ad esempio comprando Indian Hill da Maroni nella prima stagione), ma le dice che se Mario sarebbe morto Gotham "sarebbe bruciata". Carmine le chiede per quale motivo vogliono morto suo figlio, Kathryn preferisce non dirglielo ma viene a un accordo con lui: la Corte dei Gufi lascerà in pace Mario a patto che Carmine faccia ciò che loro gli ordineranno. Leslie fa una visita a Gordon per dargli un addio definitivo, arrivando a baciarlo. Quando esce dal suo appartamento non si accorge di Mario, che l'ha vista; colto da un attacco di rabbia, l'uomo aggredisce due giovani teppisti che tentano di derubarlo, mostrando di essere contagiato dal virus di Alice Tetch.
- Guest stars: John Doman (Carmine Falcone), James Carpinello (Mario Falcone/Calvi), Leslie Hendrix (Kathryn), Costa Ronin (Luka Volk), Anthony Patellis (Roberto), Deborah Unger (Olga), Brain Charles Johnson (Todd), Richard Rodriguez (Teppista Punk), Brandon Alan Smith (Talon), PaSean Wilson (Infermiera), Julien Seredowych (Jacob Volk), Emmanuel Brown (Dmitry), Justin Clarke (Acquirente), Frank Modica (Detective).
- Ascolti USA: 3.44 milioni[16]

## Ossessione
- Titolo originale: Mad City: Beware the Green-Eyed Monster
- Diretto da: Danny Cannon
- Scritto da: John Stephens

### Trama
Mario uccide un ematologo che lavora al Gotham Bio-Lab, occupandosi del sangue di Alice Tetch, e ruba la sua carta per accedere ai laboratori. Dopo aver saputo della morte di Jacob e suo fratello, Bruce e Alfred decidono di collaborare con gli oppositori della Corte dei Gufi. Barbara va da Nygma e gli svela che Oswald lo ama e che ha ucciso Isabella, facendo nascere un sospetto in Edward. Gordon si dirige alla Bio-Lab, e viene attaccato da Mario (ancora nell'edificio), nonostante non riesca a vederlo in faccia; prima di andarsene, Mario scrive sulla mano dell'incosciente detective la parola "Arkham" volendo, infatti, che Lee arrivi a odiarlo. Al risveglio, Jim si dirige all'ospedale psichiatrico e si incontra con Jervis Tetch. Questo gli rivela di aver infettato una persona per far sì che uccidesse la persona che ama, e Gordon, conversando con lui in rima, gli fa sfuggire di bocca il fatto che è un dottore, arrivando rapidamente alla conclusione che è Mario. Il test del sangue sull'uomo, però, non dà alcun esito; convinto della sua colpevolezza, Jim si dirige a casa sua per avvertire Leslie, ma si incontra nuovamente con Mario. Conversando con lui, deduce che è stato infettato quando lo curò dalla Regina Rossa, infatti Jervis gli iniettò il sangue della sorella con una siringa (il segno della puntura era stato coperto con un cerotto) inoltre Jervis lo aveva ipnotizzato. L'uomo, a questo punto, esce per andare in chiesa e sposarsi, lasciando il detective sotto tiro da Zsasz. Edward dice a Oswald che vuole dimettersi, e diventare suo partner, ma Pinguino gli rivela accidentalmente i suoi sentimenti, confermando i suoi sospetti sul suo ruolo nella morte di Isabella; medita di ucciderlo pubblicamente, ma poi cambia idea; Cobblepot gli chiede poi di lasciare che il loro rapporto resti invariato, e Nygma accetta apparentemente. Gordon raggiunge Leslie in chiesa dopo che Zsasz lo ha lasciato andare, mentre si prepara per le nozze, e gli racconta la verità su Mario, ma la donna pensa che sia solo geloso, suggerendogli di farsi curare. James gli rivela allora di quando fece per tornare da lei, ma si fermò vedendola felice con Mario; in lacrime, Leslie lo colpisce con uno schiaffo e gli intima di andarsene, chiedendo a Falcone di portarlo via. Nonostante i suoi sforzi, Gordon non riesce a impedire che Leslie e Mario si sposino. Nel frattempo Lucius e Bullock scoprono che il test del sangue di Mario è stato sabotato, e cominciano a cercarlo. Bruce, Alfred e Selina si introducono nell'edificio in cui è nascosta l'arma della Corte dei Gufi. Dopo averla recuperata (si tratta di una statuetta a forma di gufo) vengono scoperti da Talon che li attacca, ma riescono a salvarsi grazie a una donna, che si rivela essere la madre di Selina. Edward raggiunge Barbara, Tabitha e Butch, volendo collaborare con loro per distruggere Oswald e tutto ciò che ama. Leslie e Mario si nascondono in un rifugio in riva al mare; contemporaneamente Gordon si dirige da Falcone, chiedendogli dove si trovano; l'uomo che sapeva che qualcosa non andava nel figlio anche se non immaginava che il virus di Alice lo avesse contaminato (era per questo che la Corte dei Gufi voleva morto Mario), dà a Gordon la loro posizione chiedendo, però, che Mario venga riportato vivo. In preda totale della follia e gelosia, Mario fa per pugnalare Leslie alle spalle, quando sopraggiunge Gordon che lo uccide sparandogli; il coltello cade in mare, e Leslie lo fissa esterrefatta.
- Guest stars: John Doman (Carmine Falcone), James Carpinello (Mario Falcone), Ivana Milicevic (Maria Kyle), Anthony Carrigan (Victor Zsasz), Alex Corrado (Gabe), Julien Seredowych (Jacob), Jonathan Fielding (Scienziato), Ben Elledge (Guardia Bio-Lab), Bob Sorenson (Sacerdote), Kenneth Carrella (Scagnozzo Falcone), Balint Pinczehelyi (Guardia armata), Faith Logan (Invitata al matrimonio), Frank Modica (Detective).
- Ascolti USA: 3.37 milioni[17]
- Nota: Il "mostro degli occhi verdi" del titolo dell'episodio è la descrizione della gelosia di un poema di William Shakespare, in quanto la gelosia è il sentimento attorno a cui ruota l'episodio.

## Fantasmi
- Titolo originale: Mad City: Ghosts
- Diretto da: Eagle Egilssonn
- Scritto da: Danny Cannon

### Trama
Gordon fa per andare al funerale di Mario, ma Bullock lo dissuade, sapendo che Falcone e Leslie sono infuriati con lui. Tornato al suo appartamento, Jim ci trova Zsasz il quale lo informa che è solo questione di tempo prima che Carmine lo invii ad ucciderlo, infatti prima che venga decretato l'ordine il sicario voleva parlare con Gordon un'ultima volta ammettendo di provare una certa stima per lui aggiungendo tra l'altro che Mario non gli era mai piaciuto. Maria cerca di farsi perdonare da Selina per averla abbandonata a cinque anni, ma la ragazza è irremovibile e la manda via. Al GCPD Bullock e Gordon si trovano a indagare sul misterioso caso di una ragazza trovata a vagare nuda sui binari per poi crollare e morire in ambulanza; la giovane, in realtà, era morta tre giorni prima (accoltellata dal suo fidanzato) e il suo corpo senza vita avrebbe dovuto essere all'obitorio. Inoltre Fox nota che il cadavere era stato attraversato da una forte scarica elettrica. Leslie si dirige al GCPD dove affronta Gordon, sostenendo che sia lui un "virus" in quanto entra nella vita delle persone per poi distruggerle. Leslie chiede a Falcone di uccidere Gordon, il boss le rivela che considerava Gordon un figlio, ma che pagherà per ciò che ha fatto, ma avverte la donna dicendole che se Gordon morirà dovrà fare i conti col senso di colpa. Nel frattempo Tarquinio Stemmel, il vice Capo di Stato maggiore, fa ottenere a Oswald un'importante intervista in diretta che potrebbe lanciarlo in scala nazionale; Cobblepot, però, viene tormentato dalle apparizioni di quello che sembra il fantasma di suo padre, Elija (i cui resti sono stati rubati dalla sua tomba) che, durante una comparsa alla sua villa, gli chiede di aiutarlo e di non fidarsi di "lui", sparendo subito dopo. Gordon e Bullock vanno all'obitorio dove interrogano il custode notturno, Dwight Pollard, sul cadavere rianimato. L'uomo si mostra sorpreso alla scomparsa del corpo ma i poliziotti, insospettiti, lo seguono fino a un teatro abbandonato dove Pollard si ritrova assieme a un gruppo di fanatici che criticano i sistemi della città di Gotham, idolatrando l'unica persona che ci andò contro, ovvero Jerome Valeska, guardando il suo video del massacro al GCPD. I detective intervengono, ma non riescono a catturarli, poiché in quella arriva Zsasz con la sua squadra per eliminare Gordon, che riesce a sfuggire. Leslie accetta con Falcone l'uccisione di Gordon ma, dirigendosi all'Arkham Asylum per incontrare Barnes, resta scioccata dal suo comportamento dovuto al virus, capendo i suoi effetti devastanti sulle persone. Il giorno dopo Oswald, prima dell'intervista, si insospettisce riguardo a Tarquinio (poiché è il suo compleanno, ed Elija gli aveva detto di guardarsi da una persona che lo festeggiava) e, guardando nel suo armadio, scopre sconvolto i resti di suo padre. Al rientro di Stemmel, Cobblepot, in un attacco di rabbia, lo uccide colpendolo a morte con una statuetta. All'intervista Oswald si trova ancora davanti il padre e, per seguirlo, abbandona l'intervista, insultando i cittadini di Gotham. Tornato nell'ufficio scopre che il cadavere di Tarquinio e del padre sono spariti. Leslie chiede a Falcone di tornare sui suoi passi e di risparmiare il suo ex e Falcone capisce che la donna ama ancora Gordon. Bullock va a trovare Gordon nel suo appartamento e subiscono un altro attacco di Zsasz; quando stanno per essere sopraffatti, interviene Falcone stesso che lo ferma. Jim riesce finalmente a scusarsi, ma il mafioso fa intendere di essere ancora arrabbiato con lui. Si scopre che, dietro la cospirazione di Oswald, c'è sempre stato Edward: difatti, con l'aiuto di Basil Karlo, gli ha fatto credere di trovarsi davanti il fantasma di suo padre e ha incastrato Tarquinio per il furto dei resti di Dahl. Inoltre ha rubato il cadavere di Stemmel, senza mostrarlo subito alla polizia, poiché vuole che Cobblepot abbia una morte lenta e dolorosa, per prendersi il suo impero con Barbara. Bruce riesce a far riappacificare Selina con sua madre; successivamente, andando all'hotel dove alloggia Maria, le due ci trovano un uomo con il quale la donna ha un debito, Cole Clemons, il quale pensa di fare "una visita" a Bruce dopo che Selina ha fatto il suo nome per ripagarlo. Nel frattempo Dwight si incontra con il medico che ha riportato in vita la ragazza, ordinandogli di resuscitare Jerome; nel finale si vede difatti il suo cadavere, ancora sorridente, tenuto in un magazzino.
- Guest stars: Cameron Monaghan (Jerome Valeska), John Doman (Carmine Falcone), Paul Reubens (Elija Van Dahl), Ivana Milicevic (Maria Kyle), David Dastmalchian (Dwight Pollard), Jan Maxwell (Margaret Hearst), P. J. Marshall (Cole Clemons), Dave Quay (Tarquinio Stemmel), Brian McManamon (Basil Karlo), Anthony Carrigan (Victor Zsasz), Jeannine Kasper (Penny), Kaipo Schwab (Gus), Anthony Caso (Prete), Forrest Weber (Membro dello staff), Angel Rosa (Poliziotto), Jeremy Francis Bell (Fotografo #1), Steve Garfanti (Fotografo #2), Stephen Koepfer (Tassista), Stanley Krajewsky (Guardia Arkham), Alexandra Madera (Gothamiana).
- Ascolti USA: 3.69 milioni[18]

## La notte del risveglio
- Titolo originale: Mad City: Smile Like You Mean It
- Diretto da: Olatunde Osunsanmi
- Scritto da: Steven Lilien & Bryan Wynbrandt

### Trama
Il GCPD irrompe nel magazzino dove è tenuto il cadavere di Jerome, ma Dwight e i suoi seguaci li hanno preceduti, lasciando indietro un fanatico ferito che viene arrestato. Cole va da Bruce e Alfred, chiedendo loro i soldi che Maria gli deve, altrimenti avrebbe fatto rinchiudere la donna in prigione. Bruce accetta di darli alla donna (la quale li avrebbe dati all'uomo), nonostante Selina sia irata e riluttante, sapendo che questo avrebbe spinto Clemons a chiedere sempre più denaro. Dopo l'intervista, vengono richieste dalla gente le dimissioni di Cobblepot; inoltre Barbara lo informa che il mafioso Tommy Bones sta mettendo in discussione il suo potere. La donna lo sprona a reagire e lo invita a un ritrovo al The Sirens. Gordon, Bullock e Fox scoprono dal fanatico arrestato il piano sul riportare in vita Jerome, e Lucius individua il luogo dove Pollard e un suo assistente lo stanno mettendo in atto. Un poliziotto sente la discussione e avverte Dwight; quest'ultimo, nel frattempo, è preoccupato perché sembra che Jerome resti morto, mentre un grande gruppo di seguaci lo sta attendendo. Poiché aveva promesso che si sarebbe vista la "faccia" del ragazzo, Pollard gli rimuove la pelle facciale e fugge all'incontro prima dell'arrivo del GCPD, lasciandosi dietro il cadavere sfigurato. Raggiunti i fanatici, indossa la faccia di Jerome a mo' di maschera e convince i presenti che in realtà "tutti loro sono Jerome". Al The Sirens Oswald accusa Barbara di stare tramando contro di lui, ma riceve in quel momento una chiamata da Tommy Bones che lo informa di non essere più dalla sua parte e di stare tenendo Nygma in ostaggio. Mentre Cobblepot, furioso, fa radunare i suoi uomini per cercare il criminale, si scopre che Bones era in realtà minacciato da Tabitha, la quale lo uccide subito dopo. Gordon e Bullock capiscono chi è la talpa del GCPD e lo interrogano fino a picchiarlo, quando interviene Leslie con un siero della verità, che gli fa rivelare che Pollard e i fanatici vogliono colpire a degli studi televisivi per mandare un messaggio in diretta. Nel laboratorio forense della polizia Jerome si risveglia sul serio e tiene Leslie in ostaggio per farsi dire dalla dottoressa ciò che è successo durante la sua morte. Selina scopre che Maria e Cole hanno lavorato assieme fin dall'inizio per prendere i soldi da Bruce; si confronta quindi con quest'ultimo, e lui ammette di aver sospettato che fosse un inganno ma di non averle detto niente per paura che si dividesse definitivamente con sua madre. La ragazza si infuria con lui per essersi preso il diritto di prendere al posto suo una scelta così importante e se ne va. Dwight e i fanatici invadono alcuni studi televisivi, prendendo in ostaggio i presenti nell'edificio, e mandando un messaggio in diretta imitando Jerome alla serata di gala. Quest'ultimo lo vede in televisione e, dopo aver legato Leslie, si traveste per poi abbandonare il GCPD. Gordon, Bullock e i poliziotti riescono a fermare i fanatici e arrestano Pollard. Quest'ultimo viene rapito da Valeska che lo porta in una centrale elettrica e si riattacca la pelle facciale con una spillatrice. Oswald riceve una telefonata da Nygma che lo informa di essere nella fabbrica Kane Chemicals e si dirige a salvarlo assieme ad alcuni suoi uomini; Barbara e Tabitha, discutendo, fanno intendere che, dopo Pinguino, avrebbero ucciso anche Edward. Jerome manda un messaggio in diretta in televisione dove dice ai cittadini di Gotham che "non ci sono regole" e incoraggia a uccidere chiunque si vuole per sentirsi rinati il mattino dopo; poi accende degli esplosivi nella centrale elettrica dove ha rinchiuso Pollard. Gordon, capendo le sue intenzioni, corre sul tetto del GCPD per prendere un elicottero, ma l'esplosione avviene, e il detective non può far altro che fissare sgomento la città piombare nel buio.
- Guest stars: Cameron Monaghan (Jerome Valeska), Ivana Milicevic (Maria Kyle), David Dastmalchian (Dwight Pollard), P.J. Marshall (Cole Clemons), James Andrew O'Connor (Tommy Bones), James Mount (Ufficiale), Alex Corrado (Gabe), Kaipo Schwab (Gus), Roger Dillingham Jr. (Produttore), Henry Caicedo (Membro Culto #1), Dominic F. Russo (Membro Culto #2), Joanne Nosuchinsky (Reporter), Reggie Beneche (Guardia #1), Mark McKinnon (Guaridia #2), Angelique Chapman (Ostaggio), Brett Berg (Membro Culto #3), Lauren Kosteski (Membro Culto #4), Faith Logan (Membro Hotel), John Wilburn (Agente GCPD).
- Ascolti USA: 3.60 milioni[19]

## L'ultimo circo
- Titolo originale: Mad City: The Gentle Art of Making Enemies
- Diretto da: Louis Shaw Milito
- Scritto da: Seth Boston

### Trama
Dopo il salto della corrente, Gotham City è caduta in preda alla follia: i seguaci di Jerome danno filo da torcere al GCPD e anche i cittadini comuni stanno passando dalla parte di Jerome, che nel frattempo sembra introvabile. Cobblepot, intanto, si dirige a salvare Edward, per poi cadere nella sua trappola: questo, infatti, gli rivela di sapere del suo coinvolgimento nella morte di Isabella e uccide i suoi scagnozzi. Kathryn e un altro membro della Corte dei Gufi discutono se intervenire o meno per aiutare la città, ma decidono di stare a vedere cosa accade. Gordon, parlando con Leslie (l'unica della polizia che aveva avuto una conversazione con Jerome) capisce che l'intento del folle criminale è uccidere Bruce, poiché era ciò che stava per fare prima di morire. Nygma lega Oswald alla macchina di Isabella, e questi gli confessa, nel frattempo, di aver fatto assassinare la donna perché geloso, affermando anche che, prima o poi, sarebbe stato Edward a ucciderla arrivando al punto di odiare sé stesso, e che quindi Oswald in un certo senso gli ha fatto un favore; Edward gli mostra di aver legato un bidone di acido sull'auto, tenuto in su da un blocco di ghiaccio. Prima di andarsene Edward accende una fiamma sotto il ghiaccio, in modo che, quando si fosse sciolto, avrebbe fatto cadere il liquido corrosivo di sotto, uccidendo Cobblepot. Bruce e Alfred vengono attaccati da Jerome e i suoi seguaci alla villa, i quali distruggono la statua rubata alla Corte dei Gufi e rapiscono il ragazzo, mentre Alfred viene lasciato indietro per essere ucciso dagli scagnozzi del criminale, ma venendo salvato in tempo da Gordon. Jerome porta Bruce in un circo dove i pazzi si divertono ferendo e uccidendo i cittadini, usandoli come bersagli di vari giochi e facendo suscitare la rabbia del ragazzo. Oswald, nel frattempo, viene salvato da una guardia ma, tornando nella sua villa, viene nuovamente rapito da Butch e Tabitha. Bruce viene legato ad un palo davanti a una folla, mentre Jerome si accinge a sparargli armi varie con un cannone; Gordon, Bullock, Alfred e il GCPD intervengono e, nella ressa generale, il ragazzo riesce a liberarsi all'ultimo (grazie a delle graffette che Jerome gli aveva precedentemente attaccato al braccio con la spillatrice) e si nasconde in un labirinto di specchi, seguito da Jerome. Barbara propone a Cobblepot che se avesse fatto chiamare Edward per farsi dire la sua posizione, in modo che lei, Butch e Tabitha potessero ucciderlo, sarebbe stato risparmiato, ma Oswald capisce che l'amore comporta dei sacrifici e che accettando la proposta avrebbe rovinato la felicità di Edward per la propria, così si rifiuta. In quel momento appare proprio Nygma, il quale aveva architettato tutto per dimostrare che Oswald poteva morire senza amare veramente qualcuno e lui stesso si dimostra smarrito di fronte alla sua scelta. Nel labirinto, Bruce affronta Jerome in un combattimento corpo a corpo battendolo facilmente; arriva anche quasi ad ucciderlo con un grosso frammento di vetro, ma all'ultimo cambia idea. Uscendo dall'edificio si ricongiunge con Alfred, ma Valeska fa nuovamente per attaccarli alle spalle, fermato però da Gordon che arriva a colpirlo fino a fargli venire via la faccia. Il criminale viene arrestato e portato all'Arkham Asylum, e Bruce racconta al maggiordomo quello che è successo. Alfred gli fa notare che all'inizio lo aveva addestrato solo per aiutarlo a difendersi ma ora la cosa sta andando oltre, in effetti Bruce ammette che si è sentito bene quando ha sconfitto Jerome, quindi Alfred gli spiega che se vuole andare avanti per questa strada deve imporsi delle regole perché che c'è una linea sottile fra giustizia e vendetta, ma il ragazzo giura di non arrivare mai a uccidere. Nel frattempo si scopre che Kathryn e l'uomo misterioso hanno fatto il lavaggio del cervello al clone 514a e intendono utilizzarlo per i loro scopi, parlando anche di qualcuno che si sarebbe unito a loro, poiché "nessuno dice di no alla Corte". L'uomo va poi a casa di Gordon, rivelandosi essere suo zio, Frank. Nygma porta Oswald al porto per ucciderlo; Cobblepot gli ricorda di come sia stato lui a crearlo e insiste sul fatto che lo ami ancora, ma Edward gli spara allo stomaco e lo butta in acqua, fissandolo poi sparire nei flutti.
- Guest stars: Cameron Monaghan (Jerome Valeska), Leslie Hendrix (Kathryn), James Remar (Frank Gordon), Brett Berg (Seguace Jerome #1), David Chen (Seguace Jerome #2), Allison Lahikainen (Seguace Jerome #3), Rob Louis (Gothamiano), Frank Modica (Detective GCPD).
- Ascolti USA: 3.46 milioni[20]

## L'Enigmista
- Titolo originale: Heroes Rise: How the Riddler Got His Name
- Diretto da: TJ Scott
- Scritto da: Megan Mostyn-Brown

### Trama
Edward comincia ad uccidere alcune persone di grande facoltà, sottoponendoli prima ad alcuni indovinelli a cui devono dare la risposta. Inoltre, disturbato dall'uccisione di Oswald, assume dei farmaci che lo portano ad avere sue allucinazioni; Nygma vorrebbe trovare qualcuno che possa risolvere i suoi enigmi come faceva Cobblepot in modo da poterlo formare e finisce per pensare che, invece di una guida, gli serve un nemico, decidendo di scegliere Gordon. Manda così al GCPD un enigma che conduce al suo prossimo bersaglio, una mostra di scacchi. Tuttavia si stupisce quando la polizia interviene non grazie a Gordon ma a Fox, che è riuscito a risolvere l'enigma. Gli manda così una chiamata anonima dove c'è un indizio riguardo al prossimo crimine. Nel frattempo Bruce riceve un messaggio da Selina che lo invita a incontrarsi. Inizialmente contrario, il ragazzo accetta su spinta di Alfred. Per le strade si incontra con Sonny Gilzean e la sua banda che lo picchiano finché non interviene Selina. Quest'ultima, però, non ha scritto lei il biglietto e si mostra ancora arrabbiata con Bruce, intimandogli di non cercarla più. Lo lascia poi con Sonny e gli altri, ma il ragazzo li sconfigge. Mentre torna a casa si imbatte con Cinque, che ha imparato a comportarsi e si è travestito come lui; difatti ha mandato lui il finto messaggio di Selina, così da poter dare inizio al piano della Corte dei Gufi: il clone droga Bruce, poi torna a casa da Alfred, dove inizia a spacciarsi per il ragazzo. Edward, parlando con l'allucinazione di Oswald, ammette di aver ucciso una parte di lui sparandogli, ma che avrebbe trovato una nuova strada. Intanto, Lucius capisce chi è il colpevole e che il prossimo bersaglio è Bullock, che si trova a una conferenza per cadetti alla polizia; già sul posto, difatti, Edward lo tramortisce, per poi lanciare una bombola di gas ai presenti. Fox viene chiamato da Edward, il quale ha legato il capitano con un antidoto per il gas a una sedia sospesa sulla tromba delle scale; Nygma sottopone Lucius a tre indovinelli, per salvare Bullock e l'antidoto. Fox riesce a risolvere l'ultimo enigma, e a liberare Harvey, mentre Edward fugge. Nel frattempo Gordon e Frank sono usciti fuori città; Frank spiega a Jim che lui e Peter Gordon facevano parte della Corte dei Gufi, la quale ora vuole reclutare anche lui, aggiungendo che è stata la Corte a provocare l'incidente automobilistico in cui perse la vita Peter, poiché aveva scoperto dei piani segreti. Chiede poi al nipote di aggiungersi a lui per abbatterla. Mentre Edward è diventato un ricercato, Fox lo ritrova nella sua auto, con l'intento di ucciderlo. Lucius capisce che è stato lui ad assassinare Oswald, proponendogli poi di farsi curare e aggiungendo che l'attacco alla conferenza era solo una farsa, infatti il gas contro il pubblico non era letale come sembrava. Nygma risponde che, dentro di lui, c'è qualcosa che vuole renderlo temuto e, ora che Oswald è morto, è pronto ad abbracciare la sua nuova identità: l'Enigmista. Il giorno dopo ha un'ultima conversazione con l'allucinazione di Cobblepot, poi decide di accettare del tutto la morte dell'amico, gettando via il farmaco che gli permetteva di vederlo. Nel frattempo Oswald, in realtà vivo, si risveglia nell'appartamento di Ivy che lo ha salvato dal fiume e si sta prendendo cura di lui da alcune settimane e rivela di voler uccidere Edward. Bruce si risveglia in una cella, scoprendo di essere in un edificio su una montagna innevata. 
- Guest stars: Leslie Hendrix (Kathryn), Paul Pilcz (Sonny Gilzean), H. Foley (Winston Peters), James Remar (Frank Gordon), Kevin Carolan (Professore), Kyle Baird (Uva), Taprena Augustine (Direttrice museo scacchi), Alena Chinault (Fragola), Kelly P. Williams (Poliziotto)
- Ascolti USA: 2.99 milioni[21]
- Nota: La canzone cantata da Oswald nell'allucinazione di Edward è Wake Up Alone di Amy Winehouse.

## La Corte dei Gufi
- Titolo originale: Heroes Rise: These Delicate and Dark Obsessions
- Diretto da: Benjamin McKenzie
- Scritto da: Robert Hull

### Trama
La Corte dei Gufi si riunisce per discutere dei recenti avvenimenti a Gotham e, giunti alla conclusione che non si possa salvare, decidono di utilizzare un'arma per distruggere e poi ricostruire la città, mettendola ai voti. Nella sua cella, Bruce riceve visita da un misterioso Sciamano che gli racconta il motivo per cui nessuno sospetterà della sua assenza (ovvero il clone che ha preso il suo posto) e che vuole utilizzarlo per uno scopo. Mentre Aubrey James viene rieletto sindaco, Gordon indaga su Micheal Ness, l'autista che investì suo padre; con l'aiuto di Bullock scopre che soffriva di una malattia al fegato che gli impediva di assumere alcolici, pertanto non poteva essere lui l'ubriaco che uccise Peter Gordon. Frank avverte Jim circa l'arma che deve arrivare a Gotham, nonostante non sappia cosa sia. Inoltre il poliziotto e Harvey notano che l'avvocato di Ness (il quale fu ucciso in una rissa tra detenuti poco dopo la sua condanna) è stato pagato da Carmine Falcone. Nel frattempo Oswald è stanco di vivere sotto le cure di Ivy, che considera strana a causa del suo eccessivo amore per le piante, e le chiede di chiamare Gabe per poter tornare a Gotham. La ragazza non si fida di Gabe e rivela i suoi sospetti a Cobblepot che, però, non la prende sul serio e la deride insultandola: Ivy se ne va offesa, ma aveva ragione, perché Gabe stordisce Oswald con un colpo in testa. Bruce cerca di scappare dalla sua cella, aperta affinché si incontri con lo Sciamano, ma scopre che il palazzo in cui è rinchiuso è una sorta di labirinto. Subito dopo, il vecchio uomo pratica sul ragazzo un'agopuntura che gli permette di rivivere l'omicidio dei suoi genitori. Jim affronta Falcone nella casa di quest'ultimo, capendo che segue gli ordini della Corte e gli chiede chi ordinò l'omicidio di suo padre; Carmine gli risponde che fu Frank, poiché il fratello aveva minacciato di rivelare i segreti della Corte. Jim, così, cerca di arrestare lo zio, il quale, però, lo stende e gli rivela la posizione dell'arma, chiedendogli di recuperarla, mentre lui guadagna tempo con Kathryn. Non avendo altra scelta, Gordon chiede aiuto a Barbara, che ora gestisce la malavita di Gotham. Questa, assieme a Tabitha, va in un magazzino sul molo dove interrogano un lavoratore, che, sotto torchio, rivela che l'oggetto è già arrivato da una settimana e si trova in una cassa col logo di Indian Hill; in quel momento sopraggiunge un nuovo Talon che uccide tutti i presenti con una scimitarra, mentre solo le due donne riescono a scappare. Allo stesso tempo, Kathryn ordina a Frank di uccidere Gordon, in quanto sa del loro coinvolgimento nella morte di Peter. Intanto, Gabe ha intenzione di mettere all'asta Oswald con altri ex scagnozzi, per chi deve ucciderlo; anche Ivy viene catturata. La ragazza, grazie al suo profumo, ammalia un uomo e fa uccidere tutti i presenti tranne Gabe, il quale implora pietà. Cobblepot usa il profumo di Ivy per sapere se dice la verità, ma questo rivela che, in realtà, lui e gli altri uomini lo seguivano non per fedeltà ma solo per paura, poiché lo hanno sempre considerato un "mostro" e ricordandolo come il ragazzo portaombrelli: Oswald, in un attacco d'ira, lo uccide brutalmente con un attrezzo da giardino. Poco dopo, seppellendo i corpi, lui e Ivy parlano degli insulti che hanno sempre ricevuto e la ragazza, vedendolo chiedersi come fare a fronteggiare Edward e Barbara da solo, gli propone di formare un esercito di mostri, poiché Selina le aveva parlato dell'ubicazione di alcuni di loro. Jim si incontra con lo zio, il quale gli dice che la Corte non si fida più di lui e che deve aderirci e fermarla al più presto, come cercò di fare suo padre. Subito dopo, si uccide sparandosi davanti al nipote, affinché possa dire a Kathryn di averlo fatto lui per accettare le loro condizioni. Bruce tenta nuovamente di scappare, ma è costretto a rivivere ancora l'assassinio dei genitori. Lo Sciamano, poi, gli spiega che, per superare la loro morte, deve diventare un protettore, un simbolo contro la paura che possa far "rinascere" Gotham. Gordon si trova davanti alla tomba di suo padre, quando riceve l'attesa chiamata di Kathryn, alla quale conferma di aver ucciso lui Frank. La donna gli propone di incontrarsi, e Jim entra nella limousine che lo aspetta.
- Guest stars: John Doman (Carmine Falcone), Leslie Hendrix (Kathryn), James Remar (Frank Gordon), Raymond J. Barry (Sciamano), Alex Corrado (Gabe), Brette Taylor (Martha Wayne), Giuseppe Ardizzone (Uomo di Gabe), Brian Anthony Wilson (Uomo del porto), Zoran Korach (Armand), Kelly P. Williams (Poliziotta).
- Ascolti USA: 3.02 milioni[22]
- Nota: Durante la scena di Barbara e Tabitha al The Sirens, la musica di sottofondo è quella del film Ghost.

## Il Re degli Enigmi
- Titolo originale: Heroes Rise: The Primal Riddle
- Diretto da: Maja Vrvilo
- Scritto da: Steven Lilien & Bryan Wynbrandt

### Trama
Oswald e Ivy raggiungono una zona tra le montagne dove si è trasferito Fries in cerca di una cura per la propria condizione (costretto ad abbandonare la città in seguito alla campagna contro i "mostri" di Cobblepot) e lo convincono ad aiutarli a far tornare Pinguino al potere, per poi essere a sua volta aiutato a tornare normale, restituendogli anche la sua tuta criogenica. Nel frattempo Gordon si incontra con Kathryn, la quale lo informa che, per ottenere la fedeltà della Corte dei Gufi, lo avrebbe contattato e che si sono anche occupati del corpo di Frank. Poco dopo, al GCPD, il detective scopre che hanno ritrovato il cadavere dello zio, ma Leslie inizia a sospettare di lui, capendo che nasconde qualcosa e giurando di volerlo fermare dal rovinare altre vite. Edward, nei panni de l'Enigmista, compie alcuni furti in diverse banche e Barbara gli chiede il suo aiuto per scoprire di più sulla Corte dei Gufi. Nygma si ricorda che Strange lavorava per loro e decide di rapire il sindaco Aubrey James, che di sicuro la conosce, annunciandolo durante uno spettacolo di Amleto, uccidendo due attori e lasciando un enigma. Intanto, Cinque continua a spacciarsi per Bruce, ma ha delle continue emorragie e Kathryn, visitandolo, lo informa che è destinato a morire da lì a poco. Gordon risolve l'indovinello lasciato dall'Enigmista e va assieme a Bullock da James per metterlo in guardia: il sindaco non prende seriamente i loro avvertimenti e mangia alcune paste donatagli da un "cittadino" (in realtà Edward), ma poi scopre che il criminale ha disegnato dei punti interrogativi sulle sue pillole contro il dolore dovuto a un problema di salute con i cibi dolci; viene così portato in ospedale, ma Edward, tramite un attentato in un bar di criminali, fa esplodere una rissa nell'edificio e riesce a rapire James. Al contempo, Oswald e Ivy visitano Bridgit, la quale ora si è ripresa dal lavaggio del cervello inflittogli da Strange e lavora in una fabbrica industriale grazie ai suoi poteri ignifugi, e convincono anche lei a unirsi a loro. Gordon chiede informazioni a Butch e Tabitha, ma lei si rifiuta di aiutarlo perché non vuole pestare i piedi alla sua amata Barbara, però Butch le fa notare che Barbara è un'egoista e pensa solo a sé stessa. Edward e Barbara interrogano James circa la Corte dei Gufi, per poi mandare un messaggio in tv dove Nygma avverte che ucciderà il sindaco se la Corte non si rivelerà. Kathryn dice a Gordon che, se vuole dimostrare la sua lealtà, deve portare loro l'Enigmista. Jim, così, convince il criminale a incontrarsi al GCPD vuoto. Grazie a un'informazione che Tabitha gli aveva dato, Gordon disattiva con una frequenza radio la bomba con cui Nygma teneva in ostaggio James, poi lo convince a lasciare andare il sindaco in cambio lo porterà da coloro che gestiscono la Corte dei Gufi. Cinque incontra Selina e le racconta chi è davvero e cosa gli è successo, dicendole di lasciare la città per mettersi al sicuro dall'arma. La ragazza rifiuta, capendo che la Corte dei Gufi ha fatto qualcosa a Bruce per rimpiazzarlo con Cinque e gli rinfaccia che non sarà mai come il vero Bruce, poi cerca di andare ad avvertire Alfred ma il clone, per impedirglielo, la spinge giù da una finestra, uccidendola apparentemente; subito dopo una moltitudine di gatti comincia a raccogliersi attorno al suo corpo. Gordon porta Edward al luogo dell'incontro dove verranno raggiunti dai membri della Corte dei Gufi, nel mentre i due ripensano al passato a quando erano amici, però Edward gli dice che ogni amicizia finisce quando entra in gioco il tradimento e che quindi in sostanza gli amici non servono a niente; poi arrivano Kathryn e Talon, i quali portano via con loro Edward, per dargli le risposte che cerca. Barbara si infuria con Tabitha e Butch per aver detto a Gordon come disattivare la bomba di Edward, però Tabitha a sua volta accusa Barbara di essere una bugiarda perché le aveva giurato che, una volta preso il controllo della criminalità di Gotham, avrebbero ucciso Edward ma non ha mantenuto la promessa, ma Barbara le spiega che voleva avvalersi dell'aiuto dell'Enigmista in quanto voleva abbattere (come lei) la Corte dei Gufi per avere il pieno controllo della città; Butch dice a Tabitha che il potere e l'ambizione hanno cambiato l'amica. Oswald, Ivy, Fries e Bridgit si stabiliscono a Villa Van Dahl abbandonata e scoprono le attività di Nygma. Nel frattempo Kathryn e il resto della Corte dei Gufi ammettono Gordon come membro ufficiale, facendogli indossare una delle loro maschere.
- Guest stars: Richard Kind (Aubrey James), Leslie Hendrix (Kathryn), Nathan Darrow (Victor Fries/Mr. Freeze), Camila Perez (Bridgit Pike/Firefly), Krista Braun (Giornalista), Eddie Torres (Poliziotto), Flora Diaz (Spettatrice), Jae Greene (Motociclista), Decater James (Uomo), Alan Ariano (Dottore), Lisha McKoy (Infermiera), Nico Coucke (Cameriere), Chris Andrew Ciulla (Amleto), Doris McCarthy (Spettatrice), David Paterson (Membro Corte dei Gufi), Kelly P. Williams (Poliziotta GCPD).
- Nota: la sequenza nella quale Selina viene buttata giù da una finestra e il suo corpo circondato da innumerevoli gatti, è una citazione del medesimo personaggio nel film Batman Returns interpretato da Michelle Pfeiffer.
- Ascolti USA: 3.03 milioni[23]

## Il ritorno dei cattivi
- Titolo originale: Heroes Rise: Light the Wick
- Diretto da: Mark Tonderai
- Scritto da: Tze Chun

### Trama
Barnes, che sta per essere trasferito dall'Arkham Asylum, viene catturato da Talon, il tutto assistito da Tetch dalla sua cella. Barnes viene portato al cospetto di Kathryn, che ha assoldato nuovamente Strange (il quale era riuscito, intanto, a salvare Mooney) e il dottore gli preleva un campione di sangue infetto dal virus di Alice. Nel frattempo, Leslie cerca di aprire un'inchiesta sulla morte di Frank, considerandolo un omicidio commesso da Gordon, ma Bullock si rifiuta nella maniera più assoluta di assecondarla avendo capito che lei cerca solo un espediente per ferire il suo ex dato che prova ancora rabbia nei suoi riguardi. Ivy è alla ricerca di Selina e scopre da Tabitha che si trova in ospedale in gravi condizioni e potrebbe non uscire più dal coma o morire. Strange riesce a vaporizzare il virus di Tetch, per diffonderlo per via aerea. Gordon trova un capello di Kathryn dalla sua maschera e la invia a Harvey, affinché riconosca il DNA. Poi riceve la visita di Oswald affiancato da Bridgit, il quale vuole sapere da lui dove si trova Edward, capendo che non è semplicemente sfuggito dalla custodia della polizia e intuendo che centri qualcosa la Corte dei Gufi. Jim lo avverte di stare alla larga dato che la faccenda è pericolosa, ma il giovane criminale gli consegna ugualmente un telefono perché lo richiami. Scoperto dove abita Kathryn, Gordon si infiltra in casa sua e trova una tessera d'accesso della Wayne Enterprises. Viene scoperto dalla donna, ma riesce a inventarsi una scusa sul perché si trova lì, dicendole che Oswald è ancora vivo. Kathryn gli rivela che il piano della Corte dei Gufi porterà a galla i "lati più oscuri" dei cittadini di Gotham e Jim intuisce che l'arma è il virus di Tetch. Nel frattempo, lo Sciamano fa capire a Bruce che sono la sua rabbia e il dolore causati dalla morte dei genitori a ostacolare il suo potenziale e lo convince a lasciarli andare definitivamente. Gordon e Bullock rivelano a Fox tutta la verità sulla Corte dei Gufi e gli fanno vedere la tessera; Fox, in virtù del fatto che lavorava per la Wayne Enterprises, capisce a quale laboratorio la tessera trovata da Gordon permette l'accesso, quindi Gordon e Bullock si dirigono lì dove Barnes era stato portato e lo trovano vuoto e distrutto da una delle cavie che aggredisce anche loro, ma viene ucciso da Strange, che si trovava sul posto. Il dottore non può essere arrestato o la Corte dei Gufi scatenerebbe prima del previsto il virus sulla città, ma Strange dà comunque loro degli appunti sugli esperimenti e una fiala contenente il virus che i due poliziotti danno a Fox. Leslie chiede a Fox di aiutarla a fare luce sulla morte di Frank, ma lui si rifiuta facendo capire alla donna, senza scendere nel dettaglio, che Gordon vuole impedire ad altri di fare la fine di Mario. Gordon riceve una chiamata di Kathryn che lo invita a incontrarsi. La cosa si rivela un'altra prova a cui il detective è sottoposto per mostrare definitivamente la sua fedeltà: assistere allo spargimento del virus, tramite una bomba, a un evento mondano, ovvero una riunione fra le figlie delle famiglie più ricche di Gotham, senza intervenire, o Talon lo ucciderà seduta stante, dopodiché Kathryn si allontana. Gordon riesce a mandare, con uno stratagemma, una telefonata a Oswald riferendogli che si trovano nell'edificio che un tempo ospitava la prima banca di Gotham, ma visto che manca poco all'esplosione decide di cercare di fermarla. Si scontra con Talon ma, quando sta per essere sopraffatto, sopraggiungono Cobblepot e Bridgit: quest'ultima uccide il sicario con il lanciafiamme e la sala viene evacuata in tempo da Gordon. Nel frattempo Ivy, grazie ad alcune piante, riesce a far risvegliare Selina, e la giovane criminale rivela di voler uccidere Cinque. Leslie informa Gordon che ha deciso di dare le dimissioni sostenendo che Bullock e Fox lo stanno coprendo perché Gordon ha contaminato il dipartimento di polizia nello stesso modo in cui ha rovinato ogni aspetto della sua vita. Il detective le dice che non ha più intenzione di scusarsi per la morte di Mario dato che stava per ucciderla, ma lei sottolinea il fatto che Mario è stato un danno collaterale dell'astio di Tetch rivolto a Gordon; alla fine è proprio quest'ultimo a incoraggiare Leslie ad andarsene avendo capito che non può averla intorno se continua a dargli la colpa di tutti i suoi problemi, aggiungendo però che scappare non serve a nulla. Oswald viene rapito dalla Corte dei Gufi e rinchiuso in una cella, dove si incontra con Edward, anch'esso prigioniero, il quale rimane scioccato nel vederlo ancora vivo. Kathryn riconosce Gordon come un traditore e convince Barnes a ucciderlo; l'ex capitano del dipartimento di polizia, riferendosi a Gordon, lo dichiara "colpevole". 
- Guest stars: BD Wong (Hugo Strange), Leslie Hendrix (Kathryn Monroe), David Hywel Baynes (Cavia), Luis Castro de Leon (Assistente Kathryn), Camila Perez (Bridgit Pike/Firefly), Raymond J. Barry (Sciamano), Satomi Hofmann (Dottore), Wayne Pyle (Uomo), Julie Hays (Donna), Brianna Horne (Guardia), Isabella Wruble (Ragazza), Andrew Haserlat (Membro Corte #1), Jeff Williams (Membro Corte #2)
- Ascolti USA: 2.98 milioni[24]

## Tutti saranno giudicati!
- Titolo originale: Heroes Rise: All Will Be Judged
- Diretto da: John Behring
- Scritto da: Ken Woodruff

### Trama
Selina irrompe a Villa Wayne per uccidere Cinque e riesce ad accoltellarlo, ma interviene Alfred. Quest'ultimo, accorgendosi che il ragazzo non prova dolore, capisce che è il clone, ma Cinque fugge senza rivelare dove sia Bruce. Gordon e Bullock si dirigono a una proprietà di Kathryn e trovano un gufo di cristallo, come quello rubato tempo prima da Bruce, Selina e Alfred. I detective scoprono che la statua, illuminata, mostra una mappa di Gotham che indica alcuni punti particolari della città, ma in quella arriva Barnes che rapisce Gordon, mentre la statua viene distrutta. Selina racconta ad Alfred quello che sa sul clone e l'arma della Corte, ma si rifiuta di aiutarlo a trovare Bruce, così il maggiordomo la manda via, paragonandola a sua madre. Jim viene portato al cospetto di Kathryn, che gli rivela di aver scoperto il suo doppio gioco, e lo lascia con Barnes per farlo giustiziare, ma il poliziotto viene salvato da Bullock e il GCPD giunti sul posto, mentre il criminale scappa in tempo. Leslie fa visita a Tetch ad Arkham, e questo le dice che la colpa della morte di Mario è anche sua, poiché lo ha colpito per farle odiare Gordon, sapendo che lo amava ancora e non volendo che fosse amato da nessuno. Edward, intanto, cerca di trovare un modo per fuggire dalla sua prigionia, ferendo anche Oswald per impedirgli di fermarlo, ma Cobblepot riesce ugualmente ad avvertire le guardie come ripicca. I due decidono così di collaborare momentaneamente per uscire dalle loro prigioni, per poi tornare a farsi guerra in seguito. Alfred va da Gordon e Bullock per informarli della scomparsa di Bruce e i tre si confrontano sulle loro conoscenze sulla Corte dei Gufi; il maggiordomo recupera i frammenti del gufo di cristallo rotto da Jerome per riunirli, nel frattempo Kathryn viene arrestata e portata all'interrogatorio. In quella arriva Barnes che mette a tappeto l'intera GCPD con un gas e la propria forza; Gordon riesce a fermarlo amputandogli anche un braccio, ma nel combattimento Kathryn viene decapitata da Barnes per aver cercato di dargli un ordine insultando i suoi metodi. Intanto Bruce viene portato dallo Sciamano in una villa al di fuori di Gotham e, grazie alla tecnica dell'agopuntura, si libera definitivamente del suo dolore per la morte dei genitori. L'uomo poi lo informa che è sua intenzione farne un'arma per la Corte dei Gufi, come i Talon, completamente privi di emozioni e sentimento. Oswald ed Edward riescono ad evadere e ciascuno prende una strada diversa prima di tornare a combattersi. Al GCPD il gufo viene riparato, ma si viene a sapere al contempo della nuova fuga di Barnes. Inoltre Leslie ruba le fiale del virus di Tetch alla centrale, per poi iniettarselo. 
- Guest stars: Leslie Hendrix (Kathryn Monroe), James Carpinello (Mario Falcone), Raymond J. Barry (Sciamano), J. W. Cortes (Detective Alvarez), Flora Diaz (Donna), Jeff Williams (Membro Corte), Cristopher Dylan White (Ragazzo di strada), Andre Da Silva (Guardia), Kelly P. Williams (Detective GCPD).
- Ascolti USA: 2.92 milioni[25]

## Il giorno del giudizio
- Titolo originale: Heroes Rise: Pretty Hate Machine
- Diretto da: Danny Cannon
- Scritto da: Steven Lilien & Bryan Wynbrandt

### Trama
Il GCPD, assieme ad Alfred, setaccia tutti i nascondigli della Corte, trovando solo i cadaveri dei membri, assassinati durante una riunione su ordine dello Sciamano, assistito da Bruce. Gordon si incontra con Leslie, infettata dal virus, la quale cerca di sedurlo per far cedere anche lui all'oscurità, poi lo tramortisce. Intanto Oswald discute con Ivy e Selina per farsi aiutare a ritrovare Fries e Bridgit, ma subiscono un attacco da Edward che si è rialleato contro Cobblepot con Barbara, Tabitha e Butch. Pinguino e Ivy fuggono ma Selina, che era scappata precedentemente, viene catturata. Bruce e lo Sciamano si incontrano con Strange, il quale mostra loro la bomba da usare contro la città, e il ragazzo si dichiara pronto a fare il necessario. In quel momento irrompono Bullock e Alfred che arrestano Strange, ma Bruce si rifiuta di seguire il maggiordomo e riesce ad andarsene con lo Sciamano. Più tardi, alla centrale, arriva Leslie che rivela ai presenti di aver sepolto Gordon in una bara sotto terra, il quale può comunicare all'esterno con un walkie talkie; la donna, così, gli dice che l'unico modo in cui può salvarsi prima che termini l'aria è iniettandosi una dose del virus che gli ha lasciato, così da poter accettare la propria oscurità, da cui Leslie è sempre stata attratta, e stare finalmente insieme. Bullock va alla ricerca dell'amico, mentre Leslie viene arrestata e Alfred interroga Strange. In cambio della libertà, il dottore spiega così che la bomba è nascosta in una stazione ferroviaria ed esploderà tra pochi minuti una volta premuto un detonatore e indica l'ubicazione di Bruce. Gordon, tramite il walkie talkie tenuto acceso da Bullock, sente tutto e capisce che l'ordigno si trova in un orologio ma, non potendo comunicarlo, si inietta il virus, per poi liberarsi. Oswald e Ivy scoprono che Selina, sotto pressione, ha indicato la loro posizione ai nemici, a patto che non uccideranno Ivy. Quando Edward fa per uccidere Oswald, si presenta, a sorpresa, Fish Mooney, la quale rapisce Cobblepot. Bruce sta per premere il detonatore che farà esplodere la bomba, quando arriva Alfred che cerca di fermarlo. Il ragazzo esita, così è lo Sciamano a schiacciare il pulsante. Poco prima che Gordon disinneschi l'ordigno, sopraggiunge Leslie, evasa, che lo ferma perché vuole che anche gli altri diventino come loro. Alfred spara allo Sciamano il quale, prima di morire, dice a Bruce di cercare la "Testa del Demone" nel palazzo dello Yuyan. Il ragazzo si infuria con il maggiordomo e viene fermato da alcuni poliziotti. Al contempo la bomba esplode nella stazione e riversa il virus di Tetch per tutta la città.
- Guest stars: Jada Pinkett Smith (Fish Mooney), BD Wong (Hugo Strange), Raymond J. Barry (Sciamano), Flora Diaz (Poliziotta), Gavin Lodge (Membro Corte dei Gufi), Maceo Oliver (Sergente), Korey Fackler (Uniforme), Matthew Rosvanis (Membro Sirens), Kelly P. Williams (Detective GCPD).
- Ascolti USA: 3.03 milioni[26]

## La testa del Demone
- Titolo originale: Heroes Rise: Destiny Calling
- Diretto da: Nathan Hope
- Scritto da: Danny Cannon

### Trama
Gotham City è caduta nel caos assoluto a causa del virus che ha infettato quasi tutti i cittadini. Gordon si sta sforzando di tenere a bada le voci prodotte dal virus, quando Fox rivela a lui e Bullock che Strange stava lavorando a un antidoto, pertanto i poliziotti vanno subito a cercarlo. Il dottore sta cercando di lasciare la città di nascosto, quando viene fermato e rapito da Mooney. Intanto Alfred tenta inutilmente di liberare Bruce (in custodia dalla polizia) dal lavaggio del cervello inflittogli dallo Sciamano; il ragazzo riesce poi a scappare dal GCPD e a trovare l'edificio dello Yuyan indicatogli dal vecchio mentore. Fish, assieme a Oswald, Strange, Bridgit, Freeze e alcuni suoi uomini, recupera l'antidoto del virus, ma in quel momento arrivano dei ninja facenti parte della Lega degli Assassini, che vogliono impadronirsene anche loro: comincia un combattimento, quando arrivano Gordon e Bullock; il primo usa la forza datagli dal virus per eliminare tutti i nemici, ma finisce per uccidere accidentalmente anche Mooney che muore tra le braccia di Oswald, mentre le fiale contenenti l'antidoto cadono frantumandosi al suolo. I presenti vengono arrestati e Strange svela ai detective che l'unica possibilità, ora, è usare il sangue di Jervis Tetch per estrarre e preparare un nuovo antidoto. Tuttavia, subito dopo, Barbara, Edward, Butch e Tabitha intercettano il furgone contenente il criminale per poi rapirlo, difatti Barbara vuole usarlo per impadronirsi di Gotham ed Edward potrà sfruttare l'occasione per uccidere Oswald, nonostante Tabitha e Butch comincino a stufarsi della loro situazione. Bruce, nel palazzo, si incontra con la "Testa del Demone", il cui nome è Ra's al Ghul. L'uomo dice di voler prendere Bruce come suo erede e, per questo, deve dimostrarsi alla sua altezza, uccidendo Alfred fatto prigioniero. Nonostante le parole e le dichiarazioni di affetto fatte dal maggiordomo, il ragazzo lo trafigge mortalmente con la spada.
- Guest stars: Jada Pinkett Smith (Fish Mooney), BD Wong (Hugo Strange), Nathan Darrow (Victor Fries/Mr. Freeze), Camila Perez (Bridgit Pike/Firefly), Alexander Siddig (Ra's al Ghul).
- Ascolti USA: 3.17 milioni[27]

## Il cavaliere oscuro
- Titolo originale: Heroes Rise: HeavyDirtySoul
- Diretto da: Rob Bailey
- Scritto da: Robert Hull

### Trama
L'azione di Bruce risveglia il ragazzo dal lavaggio del cervello subito. Ra's al Ghul si dilegua, affermando che era proprio colui che cercava come erede, nonostante Bruce rifiuti tale ruolo. Seguendo un consiglio dell'uomo, poi, il ragazzo bagna Alfred con l'acqua della misteriosa pozza nella stanza e il maggiordomo si risveglia. Leslie informa Gordon che vuole lasciare Gotham e gli chiede di venire con lui; il poliziotto accetta, con il vero intento di farla guarire. Barbara intende ricattare la polizia in cambio di Tetch, ma Gordon convince Bullock a sfruttare il punto debole di Edward, la vendetta contro Oswald, per farsi consegnare Tetch in cambio di Cobblepot ed Harvey accetta, seppur riluttante. Barbara scopre, però, il tradimento di Nygma e si dirige sul posto dove sta per avvenire lo scambio. Nella confusione che segue, Oswald riesce a scappare, portandosi dietro Edward svenuto, mentre Gordon e Bullock, con Tetch, vengono messi alle strette da Barbara, Butch e Tabitha in un magazzino. Jim, così, ha l'idea di limitarsi a ferire Tetch per prendere il sangue che serve per l'antidoto, poi tornano al GCPD. Preparata la prima fialetta, Gordon cerca di usarla su Leslie, ma la donna riesce a far sì che il virus abbia il completo controllo su di lui; i due, poi, cercano di lasciare la città come programmato. Bullock li intercetta e Jim lo attacca, ma l'amico confessa quanto tenga in realtà a lui e gli dà due nuove dosi dell'antidoto, Gordon riprende lucidità e inietta a Leslie la prima dose, mentre la seconda la prende lui guarendo insieme alla sua amata. Intanto, Tabitha e Butch progettano definitivamente di liberarsi di Barbara, in quanto ormai completamente folle e assetata di potere, ma quest'ultima se ne accorge e tiene sotto tiro Butch. L'uomo, mentendo, dice che era lui a volerla uccidere e non Tabitha, poi Barbara gli spara alla testa. Quest'ultima si dirige anche da Tabitha che, scoperta la morte di Butch, aggredisce la donna, finché la uccide con un elettroshock dovuto a una lampada. Edward riesce a liberarsi e decide di uccidere Oswald per rinascere realmente come Enigmista. Tuttavia si scopre che era un piano di Cobblepot fin dall'inizio e che aveva finto di essere sopraffatto da Nygma e anche chiamato Ivy e Freeze. Quest'ultimo congela vivo Edward in un blocco di ghiaccio, in modo che Oswald possa usarlo come promemoria che l'amore è solo una debolezza. Selina va all'ospedale a trovare Bruce e Alfred, ma il ragazzo la manda via stufo della sua mancanza di coerenza accusandola di pensare solo a sé stessa. Selina, in cerca di un posto dove trovare un vero e proprio scopo, va al The Sirens e inizia a stringere amicizia con Tabitha, scoprendo anche di avere una grande abilità nel maneggiare la frusta. Leslie se ne va da Gotham, lasciando una lettera a Gordon spiegandogli che lo amerà per sempre ma che ora ha visto la vera cattiveria che alberga a Gotham, e anche la sua, aggiungendo però che Gordon può cambiare questa città. Gordon si riconcilia con Bullock, mentre l'antidoto riporta la città alla sua normalità. Oswald e Ivy progettano di costruire un nuovo locale, l'Iceberg Lounge e usare il blocco ghiacciato con dentro Edward come "arredamento". Butch, che in realtà non è morto, è portato su un'ambulanza e si scopre che il suo vero nome è Cyrus Gold. Nella scena finale, Bruce inizia ad adoperarsi per le strade come vigilante mascherato.
- Guest stars: Nathan Darrow (Victor Fries/Mr. Freeze), Alexander Siddig (Ra's al Ghul)
- Ascolti USA: 3.03 milioni[27]